# Peltorhamphus novaezeelandiae
Peltorhamphus novaezeelandiae — вид променеперих риб родини камбалових (Pleuronectidae).

## Поширення
Вид поширений в узбережних водах навколо Нової Зеландії.

## Опис
Тіло завдовжки до 35 см, вагою до 600 г.

## Спосіб життя
Мешкає в узбережних водах на глибині 27-49 м. Неповнолітні збираються в захищених прибережних водах, таких як лимани, неглибокі бухти та піщані ями, де вони залишаються до двох років. Здійснює незначні міграції. Живиться молюсками та дрібними безхребетними.